# Bandiera dell'Isola di Natale
La bandiera dell'Isola di Natale è stata adottata non ufficialmente nel 1986. Fu disegnata da Tony Couch di Sydney, vincitore di una competizione per la creazione di una bandiera per il territorio.
Fu adottata ufficialmente nel giorno dell'Australia Day il 26 gennaio 2002.
La bandiera è divisa diagonalmente in due parti verde e blu.
Nella metà blu è presente la Croce del Sud rappresentata con cinque stelle bianche di cui quattro a sette punte e una più piccola a cinque.
Nella metà verde un uccello nativo, il fetonte codabianca (Phaethon lepturus) dorato.
Al centro della bandiera un cerchio dorato con la forma dell'isola in verde.
Il blu rappresenta il mare che circonda l'isola, il verde rappresenta la vegetazione dell'isola e l'isola stessa. La croce del sud rappresenta il legame con l'Australia e la posizione dell'isola nell'emisfero australe.
Il giallo del disco centrale rappresenta le storiche miniere di fosfati dell'isola.